# Flyers Hockey team
Flyers Hockey team (celým názvem: FLYERS Hockey team, z.s.) je český klub ledního hokeje, který sídlí ve městě Kladno ve Středočeském kraji. Založen byl v roce 2024 z předešlého zaniklého klubu HK Králův Dvůr, celý realizační tým se přestěhoval do nového klubu Flyers Hockey team, klub spolupracuje s juniorkou Rytíři Kladno.
Své domácí zápasy odehrává v Kladně na tamějším ČEZ stadionu Kladno s kapacitou 5 200 diváků.

## Přehled ligové účasti
Stručný přehled
- 2024– : Středočeská krajská liga – sk. Západ (4. ligová úroveň v České republice)

Jednotlivé ročníky
Legenda: ZČ - základní část, červené podbarvení - sestup, zelené podbarvení - postup, fialové podbarvení - reorganizace, změna skupiny či soutěže
| Česko (2024 – ) |                                      |           |          |                                               |          |
| Sezóny          | Soutěž                               | Úroveň    | ZČ       | Play-off, nadstavba, sk. o udržení...         | Poznámky |
| 2024/25         | Středočeská krajská liga – sk. Západ | 4. úroveň | 6. místo | Předkolo (prohra 0:2 na zápasy s HC Rakovník) |          |